# فابریزیو بارباتزا
فابریزیو بارباتزا (ایتالیایی: Fabrizio Barbazza؛ زادهٔ ۲ آوریل ۱۹۶۳ در مونتزا، لمباردی) رانندهٔ سابق مسابقات اتومبیل‌رانی فرمول یک اهل ایتالیا است که در فصل ۱۹۹۱، و دوباره در فصل ۱۹۹۳ در مجموع در بیست گراند پری شرکت کرد.
بارباتزا در طول دوران فعالیت خود در فرمول یک ۲ امتیاز را به نام خود به‌ثبت رساند.